# Ocean Drive (groupe)
Pour la rue située à South Beach voir Ocean Drive, Pour les articles homonymes voir Ocean Drive (homonymie)
Ocean Drive est un groupe de musique électronique français coproduit par Gilles Luka (qui a composé le générique des Anges) qui est également le chanteur.

## Biographie
Ocean Drive nait de la rencontre entre plusieurs producteurs de musique électronique dont Gilles Luka, ex-leader du projet Galleon, le DJ Romain Curtis, Johnny Williams, Nicolas Carel et Just Uman. Leur particularité est le mélange d'High mélodie et voix sensuelles, avec des sons pop, house et dubstep. Leurs titres sont interprétés en duo franco-anglais par la chanteuse Solenn-Océane et le chanteur Gilles Luka. Le nom du groupe provient de l'avenue d'Ocean Drive, endroit où Nicolas Carel et Just Uman se sont rencontrés par hasard, marquant la création du groupe[réf. nécessaire].
De cette rencontre naît un premier titre. DJ Oriska, une DJette alors amatrice du département des Hauts-de-Seine repère le titre sur Myspace, prend contact avec le groupe, et décide d'y ajouter sa touche personnelle. Peu après sort Some People (Ton désir). Il ne s'agit pas de DJ Oriska qui chante en français dans la musique contrairement à ce que laisse présager le clip, mais Sabrina, une chanteuse choisie par Oriska, qui n'a pas désiré apparaître dans celui-ci. Le single devient un top 8 des singles en France, et devient l’un des morceaux les plus diffusés de l’année 2009. Fort de ce succès, l'album With the Sunshine sort dans les bacs le 15 juin 2009 et atteint son pic à la 23e place des ventes d'album en France. S'enchaînent alors les singles Without You (Perdue sans toi), Because (Connecte-toi) et With the Sunshine (Tellement loin). Peu après, Oriska se lance dans une carrière solo.
En mai 2010, Ocean Drive signe avec le label électronique anglais Ministry of Sound et le titre Some People est ré-enregistré en collaboration avec Aylar, laquelle a fait plusieurs apparitions dans les clips de Basshunter. La chanson est en anglais. Le clip sort le 13 juin 2010 et met en scène, principalement, Aylar. Le 19 mars 2012, Ocean Drive sort un nouveau single Whatever (Encore et encore) et annonce un nouvel album pour l'hiver 2012/2013, qui ne verra finalement jamais le jour. Le groupe a fait alors peau neuve puisque c'est la DJette Maeva Carter qui intègre le groupe. Le single suivant, diffusé à la radio depuis début octobre 2012, s'appelle Revolution. Ce single est choisi par Endemol pour succéder au Love Generation du DJ et compositeur français Bob Sinclar et devenir le générique de Star Academy qui fait son retour début décembre sur la chaîne NRJ 12,.
Le dernier clip du groupe s'appelle S.O.S et sort le 25 mars 2013 qui est la dernière vidéo postée sur la chaîne youtube du groupe.
Lors du printemps 2013, Ocean Drive fait plusieurs apparitions dans l'émission de téléréalité Les Anges 5 et sort un clip en coopération avec l'émission intitulée Ocean Drive Avenue qui devient l'hymne de l'émission.
À l'automne 2013, le groupe sort son deuxième album intitulé "Révolution".
Le 15 mars 2014, 1 an après la sortie de S.O.S, Ocean Drive annonce sur les réseaux sociaux que le groupe fait une pause pour se lancer dans de nouveaux projets et confirme qu'il a pris fin après 5 ans d'activité.

## Discographie

### Album studio
| Année | Album                               | Meilleure position |
| Année | Album                               | France             |
| ----- | ----------------------------------- | ------------------ |
| 2009  | With the Sunshine (feat. DJ Oriska) | 23                 |

### Singles
| Année | Titre                                                | Meilleure position | Meilleure position | Meilleure position | Meilleure position | Album             |
| Année | Titre                                                | France             | Belgique (Fl)      | Belgique (Wal)     | Suisse             | Album             |
| ----- | ---------------------------------------------------- | ------------------ | ------------------ | ------------------ | ------------------ | ----------------- |
| 2009  | Some People (Ton désir) (feat. DJ Oriska)            | 8                  | 30                 | 17                 | 39                 | With the Sunshine |
| 2009  | Without You (Perdue sans toi) (feat. DJ Oriska)      | 4                  | —                  | 22                 | 37                 | With the Sunshine |
| 2009  | Because (Connecte-toi) (feat. DJ Oriska)             | 11                 | —                  | —                  | —                  | With the Sunshine |
| 2009  | Diggin It (feat. DJ Oriska & Smartzee)               | —                  | —                  | —                  | —                  | With the Sunshine |
| 2009  | Your Man (feat. DJ Oriska & Smartzee)                | —                  | —                  | —                  | —                  | With the Sunshine |
| 2010  | With The Sunshine (Tellement loin) (feat. DJ Oriska) | —                  | —                  | —                  | —                  | With the Sunshine |
| 2010  | Some People (feat. Aylar)                            | —                  | —                  | —                  | —                  |                   |
| 2011  | Bikini                                               | —                  | —                  | —                  | —                  |                   |
| 2012  | Whatever (Encore et encore)                          | 48                 | —                  | —                  | —                  |                   |
| 2012  | Revolution                                           | 88                 | —                  | —                  | —                  |                   |
| 2013  | S.O.S.                                               | —                  | —                  | —                  | —                  |                   |